# توماس رایتر (بازیکن فوتبال)
توماس رایتر (انگلیسی: Thomas Rytter؛ زادهٔ ۶ ژانویهٔ ۱۹۷۴) بازیکن سابق فوتبال اهل قلمروی دانمارک است.  که در پست دفاع راست بازی می‌کرد. او سرمربی بلوسترود است.
وی همچنین در تیم‌های ملی فوتبال زیر ۱۹ سال دانمارک، زیر ۲۱ سال دانمارک و دانمارک بازی کرده‌است.